# Městská dvorana
Městská dvorana je budova v městské památkové rezervaci v centru Lokte v okrese Sokolov v Karlovarském kraji. Od roku 2014 je chráněna jako kulturní památka.

## Historie
Městskou dvoranu tvoří dva propojené objety postavené v letech 1894–1895 na místě tří zbořených domů za městskou radnicí. Autor projektu není znám, je možné, že jím může být Friedrich Dörfler, ovšem jeho autorství není prozatím prokázané, plány totiž nejsou signované. Objekt byl víceúčelový, sloužil jako studentský domov pro ubytování a stravování přespolním studentům zdejší reálky, dále pak jako společenské a kulturní zařízení. Reálka byla zrušena roku 1946 a po úpravách byl do budovy přestěhován v roce 1951 národní výbor a část budovy byla využívána ke společenskýma a kulturním akcím. Na přelomu 80. až 90. let 20. století se správa města vrátila do historické radnice a městská dvorana chátrala a na začátku 90. let 20. století byla uzavřena, a nutně potřebovala adaptaci, dokonce se zvažovala demolice. Situaci se nepodařilo vyřešit ani po změně vlastníka objektu a Městská dvorana se stala jednou z nejohroženějších památek v Karlovarském kraji. Teprve v roce 2002 získalo město dvoranu zpět do svého majetku a začalo připravovat její rozsáhlou rekonstrukci. 
První záchranné práce započaly v roce 2016. V rámci první etapy byla provedena záchrana polychromní výmalby stropu společenského sálu. Právě tato výmalba patří k nejhodnotnější výzdobě v interiéru objektu a představuje příklad reprezentativních prostor konce 19. století. Polychromní výmalbě stropu hrozilo zničení, neboť do střešní konstrukce objektu zatékalo a postupně docházelo k destrukci stropu a hrozil pád střechy. Výmalba byla restaurátorsky sejmuta s tím, že po celkové rekonstrukci objektu bude opětovně osazena na strop ve společenském sále. Ve druhé etapě obnovy byla v roce 2017 provedena oprava krovů a obnova střešní krytiny z břidlicového materiálu. Třetí etapa byla zahájena v roce 2018 a celková rekonstrukce byla dokončena v roce 2021 a městská dvorana byla navrácena její historické podoby. Rekonstrukcí získalo město adekvátní prostory pro kulturní a společenské aktivity. Po dokončení rekonstrukce slouží potřebám občanů města. Od září 2021 byla do objektu přestěhována základní umělecká škola, která využívá část objektu.
Realizaci kompletní rekonstrukce zajišťovala stavební firma ISSO – Inženýrské stavby Sokolov, s.r.o.
Za rekonstrukci městské dvorany získalo město Loket v devátém ročníku Národního památkového ústavu Patrimonium pro futuro cenu v kategorii „Záchrana památky“. Předávání cen se uskutečnilo dne 15. listopadu 2022 na slavnostním galavečeru v budově Nové scény Národního divadla v Praze. Cenu převzal bývalý starosta města Petr Adamec.
Rovněž v roce 2022 zvítězila Městská dvorana v anketě 21. ročníku Stavba roku Karlovarského kraje.

## Stavební podoba
Komplex tvoří dvě sousední budovy čp. 312 a čp. 313 v ulici Radniční, postavené v eklektickém historizujícím slohu. 
Vyšší zděná budova čp. 312 sloužila jako ubytovací zařízení. Má čtyři nadzemní podlaží a je zastřešena sedlovou střechou nízkého sklonu. Hlavní průčelí je orientováno jižním směrem a je tvořeno třemi sdruženými okenními osami. Okna jsou se šambránami. Fasáda je členěna pásovými rustikami. Boční průčelí jsou členěna na dvě části, vyšší budova čp. 312 má pět okenních os v průčelí, nižší budova čp. 313 šest okenních os v průčelí a jedno až dvě nadzemní podlaží. V minulosti byla označována jako Turnhalle (tělocvična). V polozapuštěném suterénu jsou menší okenní otvory obdélné, v patře jsou větší půlkruhové okenní otvory. Sál s přidruženým zadním prostorem jeviště tvoří samostatný trakt. V průběhu restaurování stropní výmalby došlo k odhalení nejstarší výmalby, která byla kompletně rekonstruována podle původního vzoru.

## Fotogalerie

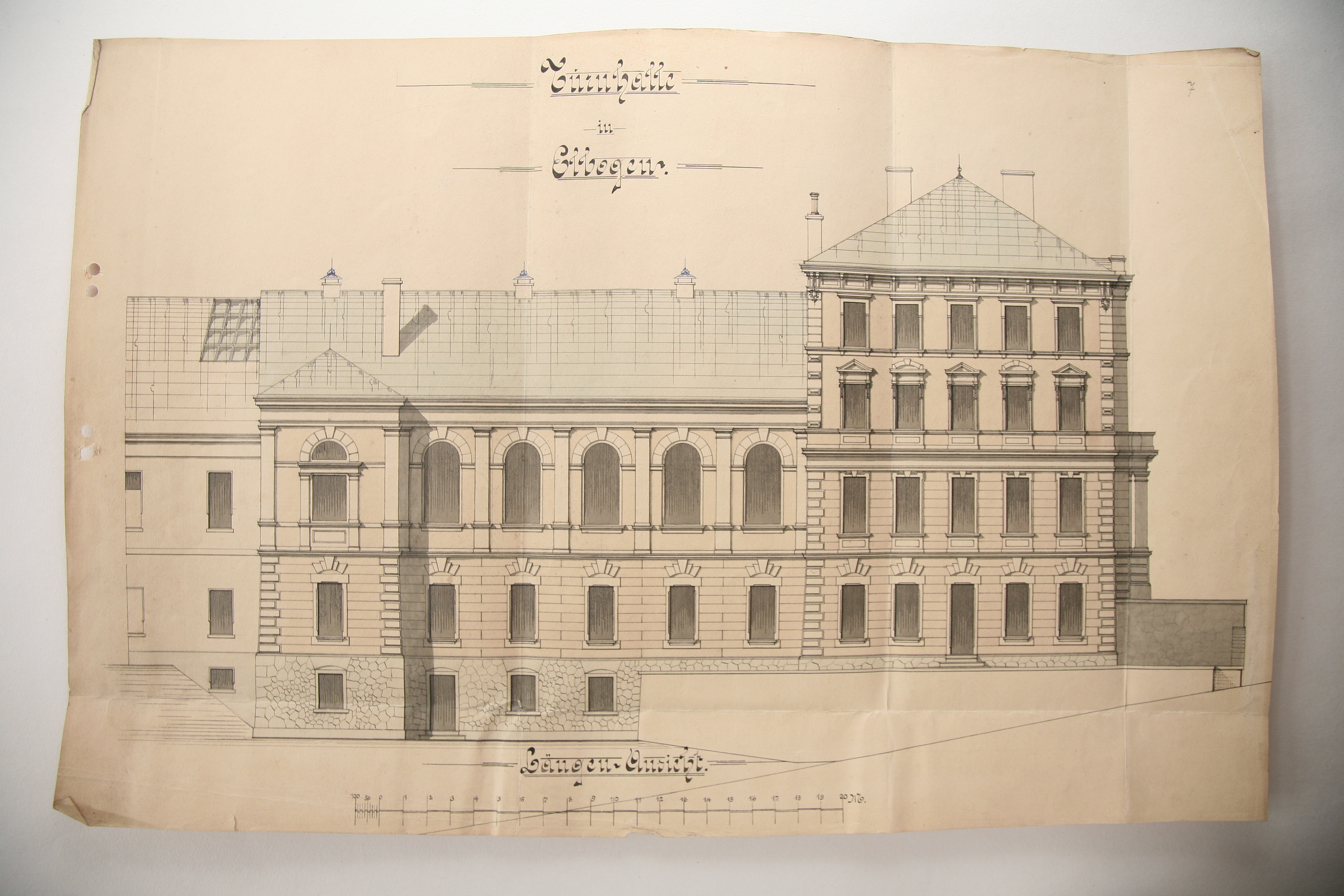
Původní plán
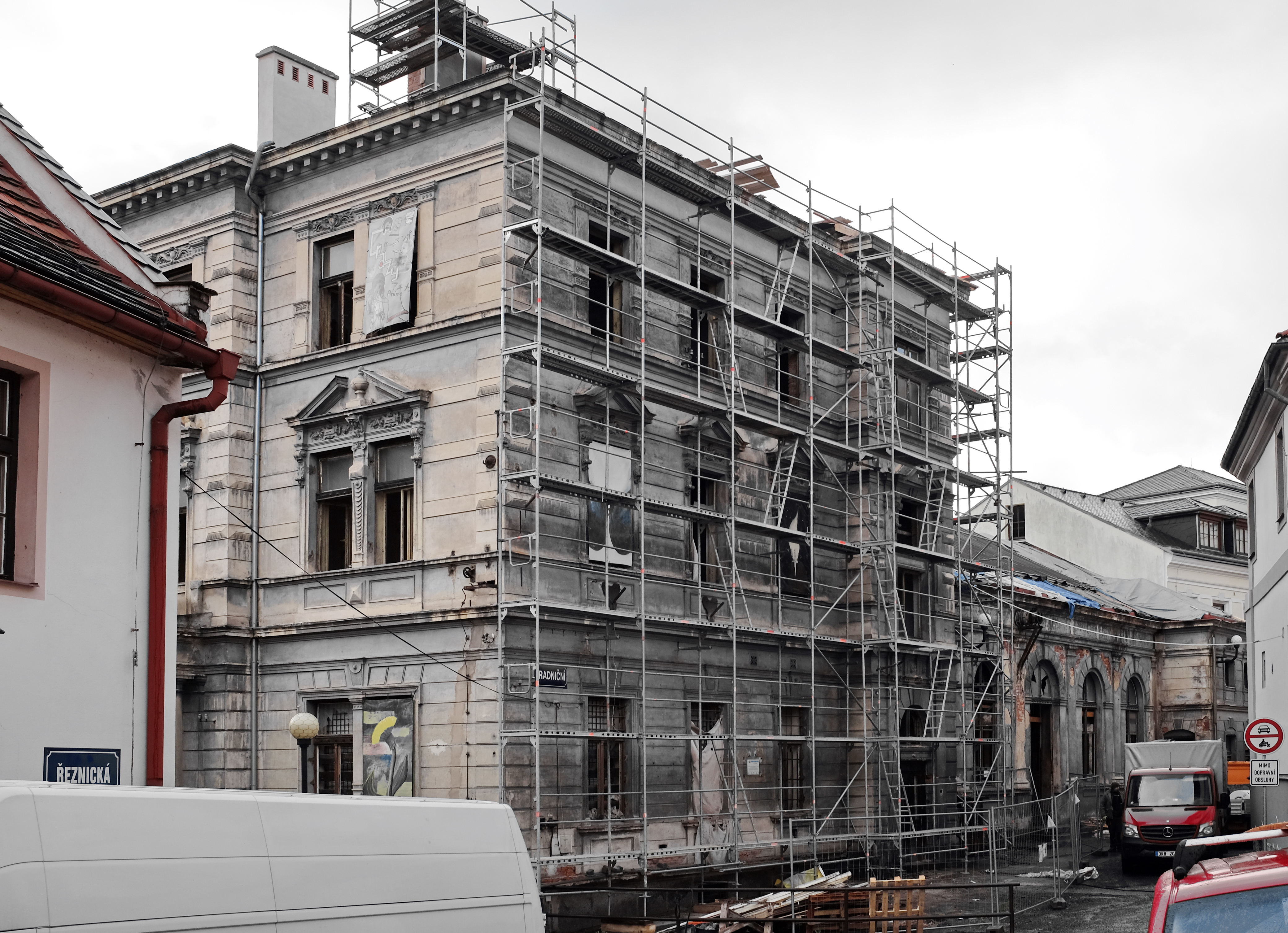
Stav v roce 2017 po zahájení rekonstrukce
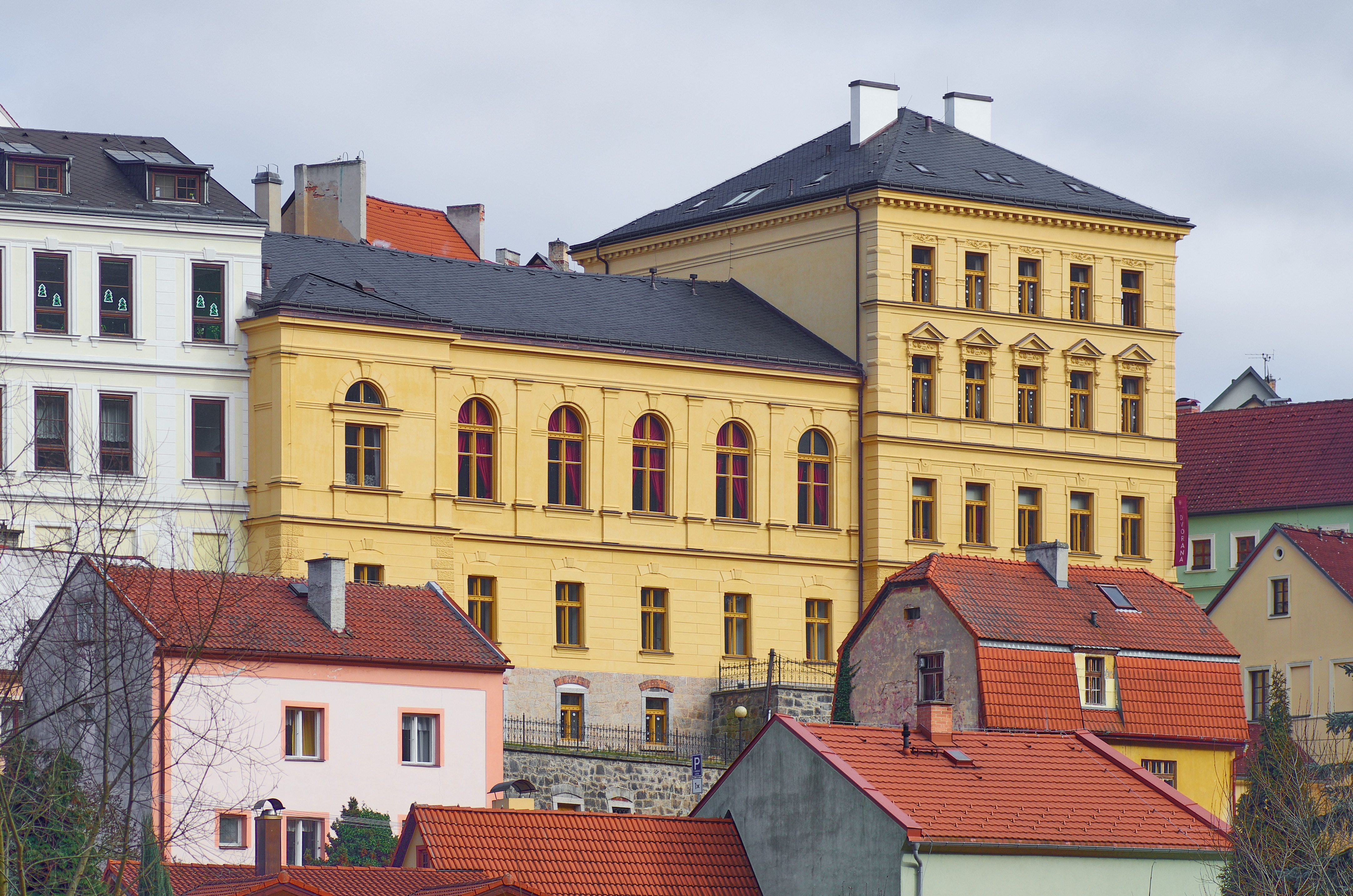
Pohled od západu
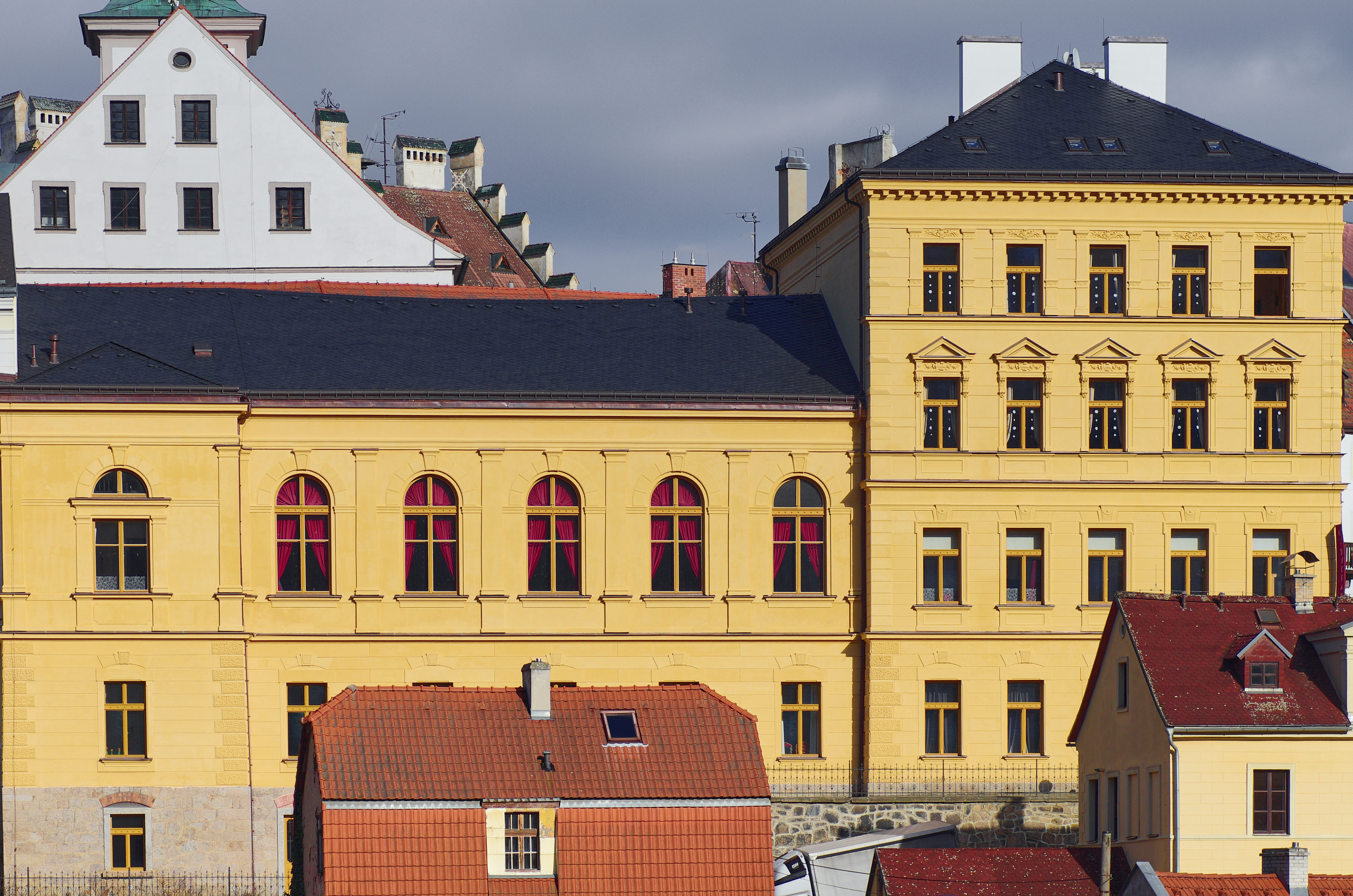
Pohled od jihozápadu
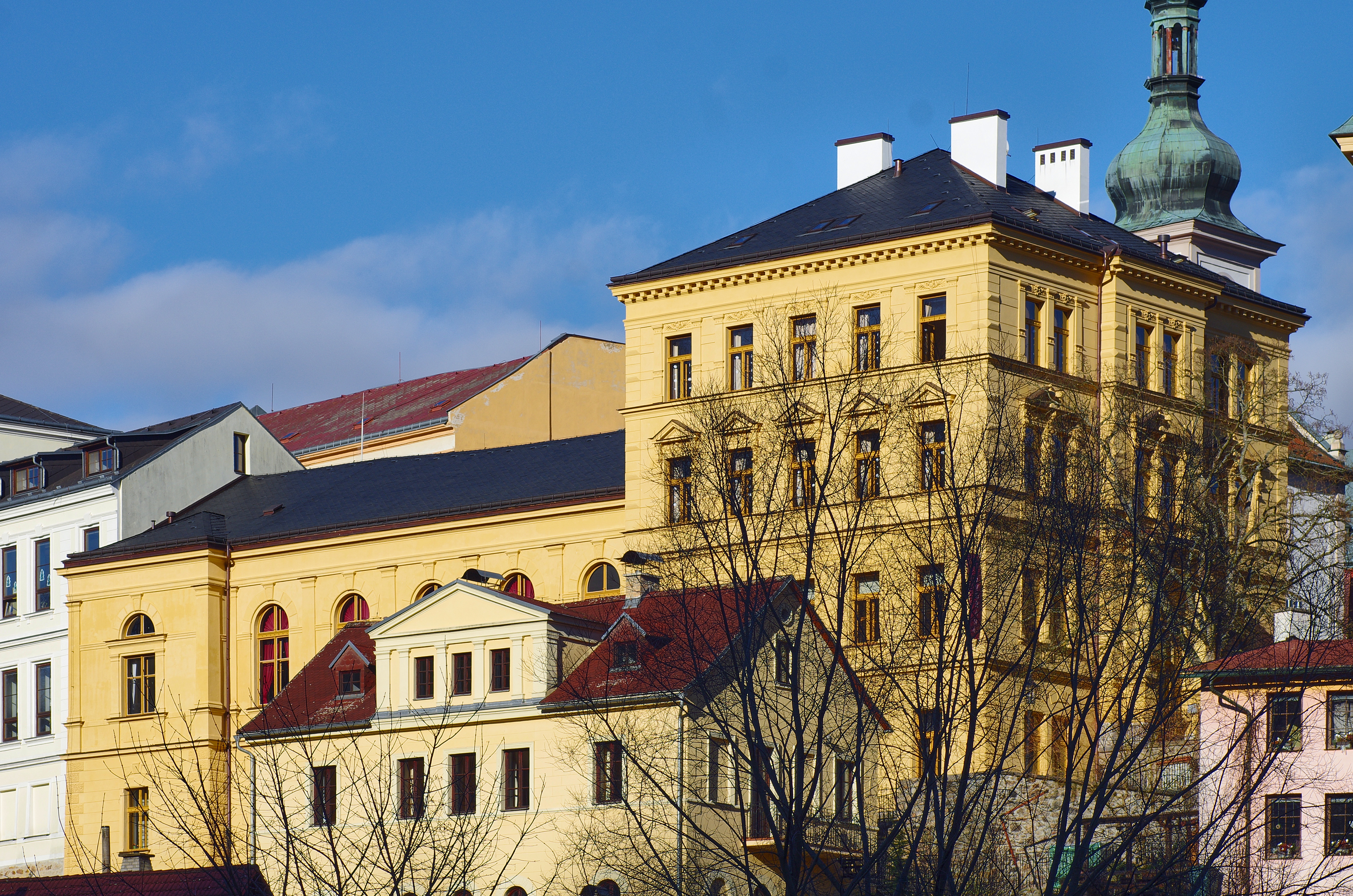
Pohled od jihu
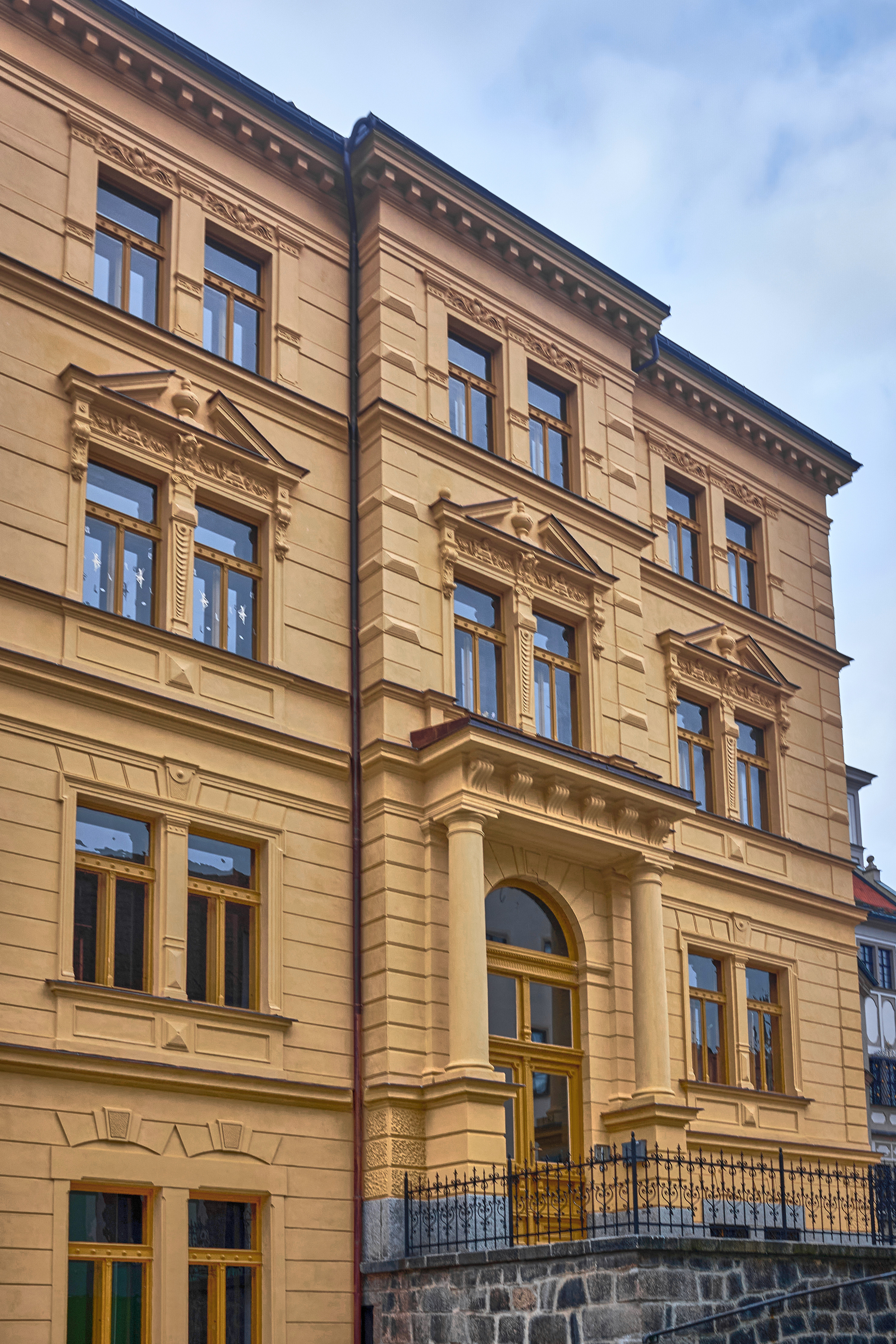
Pohled od jihovýchodu